# L'Œil du diable (téléfilm)
Pour les articles homonymes, voir L'Œil du diable.
Série
Hors limites
(2024)
Pour plus de détails, voir Fiche technique et Distribution.
L'Œil du diable est un téléfilm français réalisé par Pierre-Louis Pingault d'après un scénario de Philippe Bernard et David Neiss.
Ce polar, qui fait suite à Noir comme neige, Morts au sommet et Hors limites, est une coproduction de Lizland Films,.

## Fiche technique
Sauf indication contraire, les informations mentionnées dans cette section peuvent être confirmées par la base de données cinématographiques Allociné,  présente dans la section « Liens externes ».
- Titre français : L'Œil du diable
- Réalisation : Pierre-Louis Pingault[2],[3]
- Scénario : Philippe Bernard et David Neiss[3]
- Production :
- Sociétés de production : Lizland Films[1],[2]
- Pays de production :  France
- Langue originale : français
- Format : couleur
- Genre : Policier
- Durée : 90 minutes[3]
- Dates de première diffusion :

## Distribution
- Laurent Gerra : capitaine Andréas Meyer de la police suisse
- Clémentine Poidatz : Constance Vivier, adjudante au peloton de gendarmerie de haute montagne (PGHM)
- Nicolas De Broglie : Thomas Knott, l'adjoint d'Andréas Meyer
- Margaux Ribagnac-Vin : Violette Meyer, la fille d'Andréas
- Thierry Rousset : Victor Carron, négociant en bois et victime
- Nancy Tate : Kate Karswell, sculptrice et principale suspecte
- Mohamed Ketfi : Beddiar
- Gabriel Réhsé : Hugo
- Fiona Julien : Iris
- Ramsay Chetouane : Steph
- Julia Dommanget : Julie Carron
- Christophe Bier : Joseph Rosset

## Production

### Genèse et développement
Le scénario est de la main de Philippe Bernard et David Neiss, et la réalisation est assurée par Pierre-Louis Pingault.

### Attribution des rôles
Laurent Gerra et Clémentine Poidatz reprennent le rôle du capitaine Andréas Meyer de la police suisse et de Constance Vivier, adjudante au peloton de gendarmerie de haute montagne (PGHM), des personnages créés par Anne-Charlotte Kassab et Olivier Berclaz et qu'ils ont déjà incarnés dans les téléfilms Noir comme neige, Morts au sommet et Hors limites.

### Tournage
Le tournage se déroule du 13 janvier au 7 février 2025 dans la région Auvergne-Rhône-Alpes.